# Венский овощной оркестр
Венский овощной оркестр (нем. Das Erste Wiener Gemüseorkester, англ. The Vegetable Orchestra) — музыкальный коллектив из Австрии, играющий на музыкальных инструментах, сделанных из свежих овощей.

## История
Группа, основанная в феврале 1998 года, состоит из десяти музыкантов, одного повара и одного звукооператора. Члены коллектива активно участвуют в различных областях искусства (обучение музыкантов, скульптура, дизайн и архитектура), а также работают вместе для проведения совместного проекта. Индивидуальный подход сделал их ансамбль уникальным. Он и является решающим фактором в исследовании и дальнейшем развитии музыки. Намерение группы — создать экстраординарное звучание, которое может быть воспринято любой аудиторией. На данный момент с музыкальными выступлениями коллектив посещал Европу, США, Китай и Сингапур.

## Особенности
Источником вдохновения членов коллектива можно считать композиции Джона Кейджа. Репертуар группы состоит из саунд-арта, экспериментальной и электронной музыки. Они исполняют интерпретации Игоря Стравинского, немецкой электроники и австрийской группы Radian, а также собственные композиции. Все произведения состоят исключительно из живого исполнения.
Инструменты собственного изобретения включают в себя морковные блокфлейты, трещотки из баклажанов, трубы из цукини, а также многочисленные другие, звук которых усиливается при помощи специальных микрофонов. Приборы делают всего за один час до каждого выступления с использованием свежих овощей. После использования из овощей делают суп и подают его зрителям.

## Дискография
| Год  | Название    |
| ---- | ----------- |
| 1999 | Gemise      |
| 2003 | Automate    |
| 2008 | Remixed     |
| 2010 | Onionoise   |
| 2018 | Green Album |